# Alessandro Rossi
Alessandro Rossi (ur. 10 sierpnia 1967) – sanmaryński polityk, kapitan regent San Marino od 1 kwietnia 2007, urząd ten wraz z Alessandrem Mancinim pełnił przez pół roku, do 1 października 2007. Po raz drugi funkcję kapitana-regenta objął 1 kwietnia 2024 (wraz z Mileną Gasperoni), który sprawował do 1 października 2024.

## Kariera polityczna
Rossi jest absolwentem Uniwersytetu Bolońskiego. W 1998 utworzył partię Idee w Ruchu (Idee in Movimento), zostając jej liderem. W 1998 wybrany został do Wielkiej Rady Generalnej (parlament)z listy stworzonej wspólnie przez jego partię oraz Postępową Partię Demokratyczną San Marino (PPDS, Partito Progressista Democratico Sammarinese) (socjaliści). W latach 1998–2001 był wiceprzewodniczącym klubu obu partii w parlamencie.
W 2001 współtworzył Partię Demokratów (PDD, Partito dei Democratici), powstałą z połączenia dwóch poprzednich partii. Rossi został jej wiceprzewodniczącym i z jej ramienia w 2001 ponownie wszedł w skład Wielkiej Rady Generalnej. W 2005 Partia Demokratów połączyła się z Socjalistyczną Partią San Marino i przekształciła w Partię Socjalistów i Demokratów (Partito dei Socialisti e dei Democratici).
Rossi przed wyborami w 2006 opuścił Partię Socjalistów i Demokratów i wraz z kilkoma innymi rozłamowcami dołączył do Zjednoczonej Lewicy (Sinistra Unita). Z jej ramienia dostał się do parlamentu w 2006. W strukturach parlamentu wchodzi w skład Komisji Spraw Zagranicznych. Rossi jest członkiem Rady Dwunastu (Consiglio dei XII), sądu najwyższej instancji w republice. Od 2 października 2006 jest również członkiem Zgromadzenia Parlamentarnego Rady Europy.